# Merca (Somalia)
Merca (en somalí: Marka, en árabe: مركة‎) es una antigua ciudad portuaria en la provincia meridional de Baja Shebelle de Somalia. Se encuentra aproximadamente a 109 km al suroeste de la capital de la nación, Mogadiscio. Merca es el territorio tradicional de los doce clanes Koofi y Bimaal y fue el centro de la Revuelta Bimal.

## Historia

### Antigüedad
Se cree que la ciudad de Essina fue el estado predecesor de Merca. Solía ser una antigua ciudad-estado del emporio protosomalí. Se menciona en el Periplo del mar Eritreo, un documento de viaje griego que data del siglo I d. C., como uno de una serie de puertos comerciales en el litoral somalí. Según el Periplo, el comercio marítimo ya conectaba a los pueblos de la zona de Merca con otras comunidades a lo largo de la costa somalí.

### Período medieval

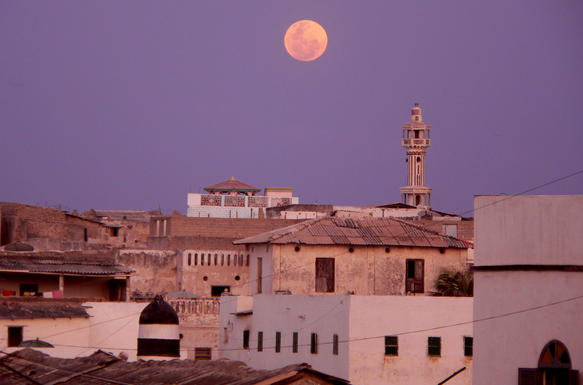
Minarete y salida de la luna en Merca

Según el autor del siglo XII, Al-Idrisi, los hawiye ocuparon las áreas costeras entre Ras Hafun y Merca, así como la cuenca baja del río Shebelle. La mención de Al-Idrisi de los hawiye es la primera referencia documental a un grupo somalí específico en el Cuerno. Los escritores árabes posteriores también hacen referencias al clan hawiye en relación con Merca y el valle inferior de Shabelle. Ibn Sa'id (1214-74), por ejemplo, consideraba que Merca era la capital de los hawiye, que vivían en cincuenta aldeas en la orilla de un río al que llamó el Nilo de Mogadiscio, una clara referencia al río Shabelle. Yaqut al-Hamawi, otro geógrafo árabe del siglo XIII también menciona a Merca, que dice pertenecía a los bereberes negros (Barbaria) considerados antepasados de los somalíes modernos.
Durante la Edad Media, el área fue uno de varios centros administrativos prominentes del Sultanato Ajuran. La política formó uno de los reinos más grandes de la región del Cuerno de África. Existen varios pilares funerarios en la región, que según la tradición local se construyeron en el siglo XV, cuando los naa'ibs del Sultanato gobernaban el distrito. Según Ibn Sa'id al.Maghribi en el siglo XIII, la cercana Merca era descrita como una de las tres ciudades más importantes de la costa del este de África, junto con Mogadiscio y Barawa, todas sirviendo como centros comerciales e islámicos para el océano Índico.
Tras el declive del Sultanato Ajuran a finales del siglo XVII, en las cercanías de Merca hizo su aparición un misterioso grupo conocido como El Amir, que se cree que es de origen abgaal. Según un relato recopilado por Guillain en 1847, un líder conocido como Amir formó seguidores que invadieron el territorio de Merca y expulsaron al clan Ajuran. El Amir gobernó luego durante treinta y cuatro años hasta que los Biimaal los expulsó y ocuparon definitivamente Merca.

### Inicios del periodo moderno
Uno de los sultanatos más poderosos que surgió del sur de Somalia llamado el Sultanato de Geledi con centro en Afgooye a fines del siglo XVII. Incorporó el territorio de Merca a su reino hasta que el clan Bimaal se rebeló a mediados del siglo XIX por la independencia. El Sultanato de Geledi intentó atacar y destruir al clan Bimaal muchas veces para intentar volver a capturar la ciudad costera de Merca. Pero el Bimal de Merca logró derrotar al Sultanato Geledi 2 veces. En 1843, Yusuf Mahamud, sultán de Geledi, juró destruir al clan Bimaal de una vez por todas y movilizó al ejército de Geledi. En 1848, Mahamud fue asesinado en Adaddey Suleyman, un pueblo cerca de Merca, en una batalla entre el Sultanato de Bimaal y Geledi. Su hijo, el sultán Ahmed Yusuf, intentó vengarse, pero también fue asesinado en 1878 en Agaaran, cerca de Merca, por el lan Bimaal. Esto provocó un declive constante en el sultanato de Geledi.

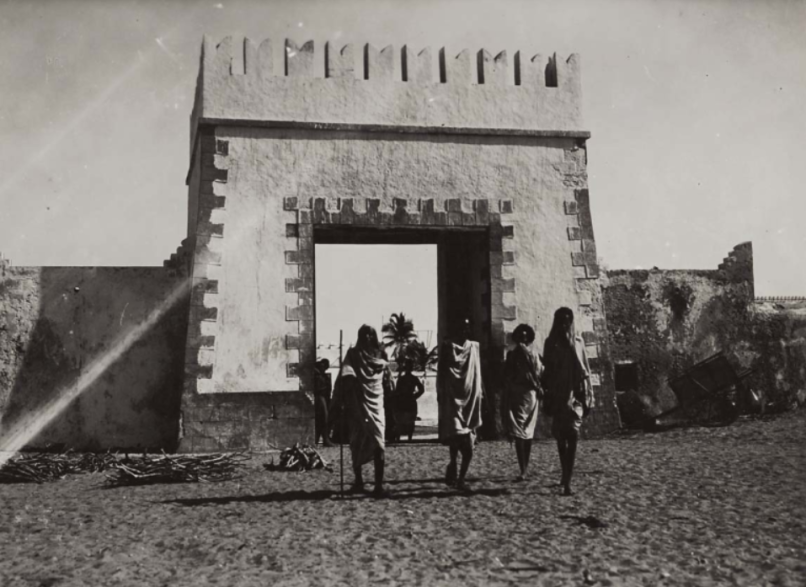
Las murallas de Merca fotografiadas en 1928, tradicional bastión del clan Bimaal

#### Revuelta bimal
La revuelta Bimal, resistencia Bimal o resistencia Banadir fue una guerra de guerrillas contra la Somalilandia italiana en el sur de Somalia. Se luchó desde los años 1896 hasta 1926 y se concentró principalmente en el Bajo Shebelle, Banadir y Medio Shebelle. La guerra se centró en Merca y Danane.
La revuelta se compara con la guerra del mulá loco en el norte de Somalia. Fue nombrada así en honor al clan Bimaal, quienes fueron el elemento principal en la resistencia.

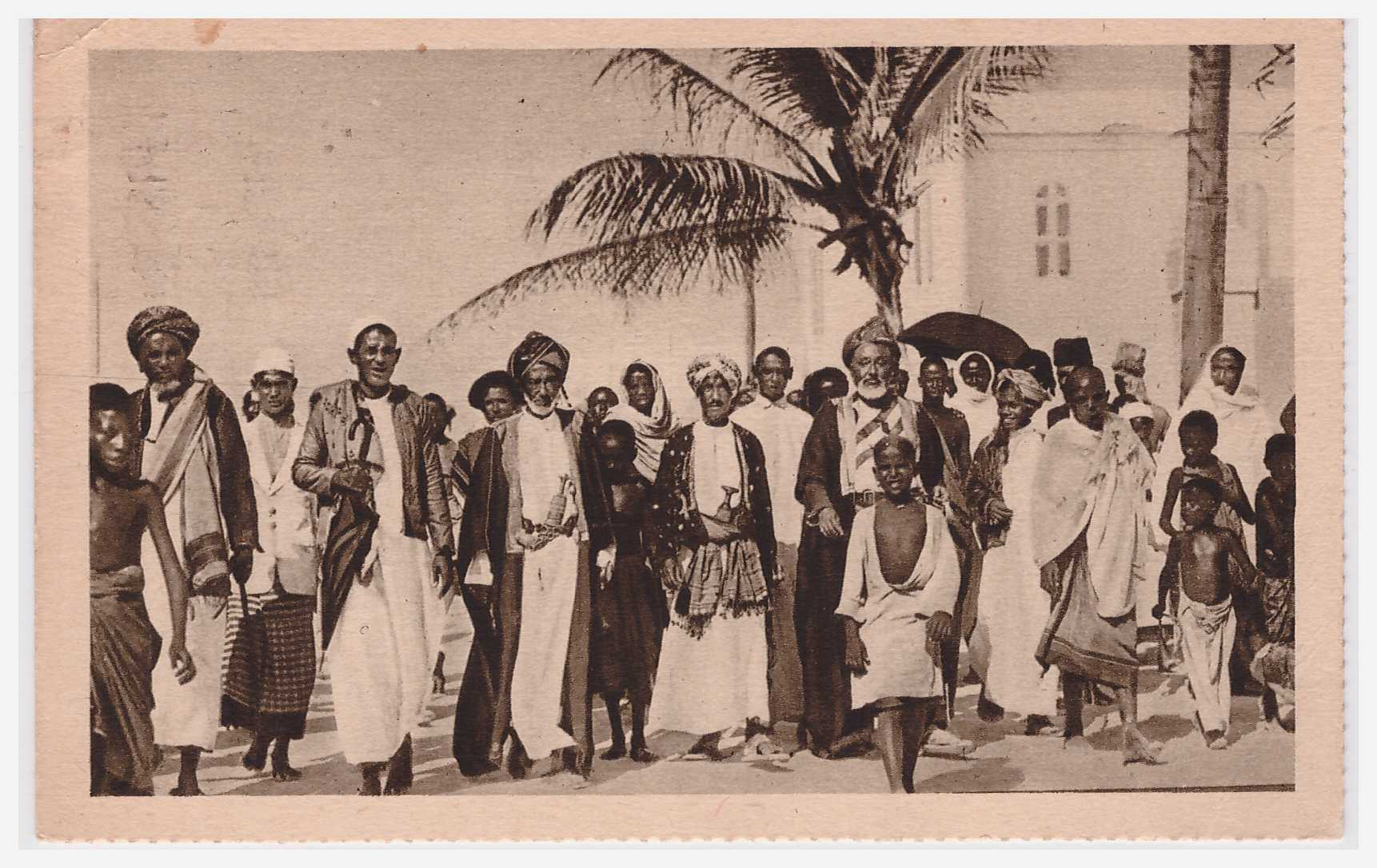
Ancianos notables y el sultán perteneciente al clan Bimaal en Merca

#### Tiempos modernos
En la década de 1930, un grupo de somalíes italianos estableció su residencia en Merca. El Puerto de Merca fue el segundo en la Somalia italiana y fue apodado el "puerto de las bananas" debido a su condición de exportador clave de bananas de Somalia a Europa. En la ciudad de Merca hubo un gran desarrollo económico en la década de 1930, debido principalmente al creciente comercio del puerto de Merca conectado por pequeño ferrocarril a la zona agrícola de Ganale.
Merca fue abandonada por las fuerzas gubernamentales y capturada por Al-Shabaab en febrero de 2016. Fue recapturada por el Ejército Nacional de Somalia junto con tropas de la Unión Africana, unos días después. Se libró una pequeña batalla en la que murieron un soldado somalí, varios militantes y cuatro civiles.

## Demografía
Según el PNUD, Merca tenía en 2005 una población de alrededor de 63.900 habitantes. Está habitada principalmente por somalíes del subclan Bimaal de Dir.

## Transporte
Merca tiene un puerto marítimo de clase muelle , el Puerto de Merca.
El aeropuerto más cercano a la ciudad es el aeropuerto K50 en la provincia de Shebeellaha Hoose.